# Durban (Zuid-Afrika)
Durban (Zoeloe: eThekwini; voor 1835 Port Natal) is een Zuid-Afrikaanse stad in de gemeente eThekwini, provincie KwaZoeloe-Natal. De gemeentenaam is tevens de Zoeloenaam voor Durban. De stad zelf telt bijna 600.000 inwoners, terwijl er ruim drie miljoen mensen in de grootstedelijke gemeente eThekwini wonen, waaronder een grote Indiase gemeenschap.
Durban is dankzij de aantrekkelijke stranden en het subtropische klimaat een geliefde Zuid-Afrikaanse vakantiebestemming. De haven is een van de grootste natuurlijke havens van de wereld.

## Geschiedenis
Op kerstdag 1497 meerde de Portugese ontdekkingsreiziger Vasco da Gama aan bij het huidige eThekwini. Hij gaf de streek de naam "Natal", (Kerstmis) naar de geboorte van Christus. De bestaande haven kreeg de naam Port Natal (Kersthaven).
De eerste blanken in het gebied waren piraten, slavenhandelaren, jagers en schipbreukelingen. In 1823 arriveerden Britse handelaren vanuit de Kaapkolonie, die een jaar later in 1824 een handelspost in huiden en ivoor opzetten. Het land werd gekocht van de Zoeloes, die in de buurt een fort bouwden met de veelzeggende naam "uKangel' amaNkengana" ("houd de vagebonden in de gaten").
In 1835 werd Port Natal tot Durban hernoemd ter ere van de toenmalige gouverneur van de Kaapkolonie, Sir Benjamin D'Urban. Durban had een afgezonderde locatie in Zuid-Afrika waardoor het een vrijplaats werd voor criminelen. In 1838 arriveerden de Nederlandstalige Voortrekkers in het gebied, die het land uitriepen tot de Republiek Natalia met als hoofdstad Pietermaritzburg. De Voortrekkers kwamen met de Britten in conflict en werden in 1842 verslagen waarop Natalia werd omgedoopt tot de Britse Natalkolonie. Vanaf de jaren 60 van de 19e eeuw arriveerden vele Indiërs uit Brits-Indië in Natal, waaronder Mohandas Karamchand Gandhi die later bekend werd als Mahatma Gandhi. Durban ontwikkelde zich tot een grote, multiculturele havenstad.
Ten tijde van de apartheid maakte Durban een gedwongen rassensegregatie door en werden zwarte en Indische Zuid-Afrikanen in aparte townships geplaatst.

## Klimaat
De stad heeft een subtropisch klimaat met de hierbij horende weelderige vegetatie. Durban staat bekend om zijn klamme zomers en warme, zonnige winters: tijdens de wintermaanden juni, juli en augustus kent de stad temperaturen tussen 16° en 25°, in de zomer worden temperaturen van 32° bereikt in combinatie met een hoge relatieve luchtvochtigheid. De warmste maanden zijn januari en februari.
De temperatuur van het zeewater langs de kust is vergelijkbaar met die van Mediterrane landen: gemiddeld 24° in de zomer, in de winter valt de temperatuur zelden onder de 19°, heel wat warmer dan in het mediterrane gebied in hetzelfde seizoen.
| Maand                                        | jan  | feb  | mrt  | apr  | mei  | jun  | jul  | aug  | sep  | okt  | nov  | dec  | Jaar  |
| -------------------------------------------- | ---- | ---- | ---- | ---- | ---- | ---- | ---- | ---- | ---- | ---- | ---- | ---- | ----- |
| Hoogste maximum (°C)                         | 36,2 | 33,9 | 34,8 | 36,0 | 33,8 | 35,7 | 33,8 | 35,9 | 36,9 | 40,0 | 33,5 | 35,9 | 40,0  |
| Gemiddeld maximum (°C)                       | 26,1 | 26,5 | 25,4 | 23,0 | 20,3 | 18,1 | 17,5 | 17,8 | 19,2 | 21,3 | 23,5 | 24,9 | 22,0  |
| Gemiddelde temperatuur (°C)                  | 24,5 | 24,5 | 24,0 | 21,7 | 19,2 | 16,8 | 16,5 | 17,7 | 19,3 | 20,4 | 21,8 | 23,4 | 20,8  |
| Gemiddeld minimum (°C)                       | 21,1 | 21,1 | 20,2 | 17,4 | 13,8 | 10,6 | 10,5 | 12,5 | 15,3 | 16,8 | 18,3 | 20,0 | 16,5  |
| Laagste minimum (°C)                         | 14,0 | 13,3 | 11,6 | 8,6  | 4,9  | 3,5  | 2,6  | 2,6  | 4,5  | 8,3  | 10,3 | 11,8 | 2,6   |
|                                              |      |      |      |      |      |      |      |      |      |      |      |      |       |
| Neerslag (mm)                                | 134  | 113  | 120  | 73   | 59   | 28   | 39   | 62   | 73   | 98   | 108  | 101  | 1.009 |
| Zonuren (uur/dag)                            | 5,9  | 6,3  | 6,5  | 6,9  | 7,2  | 7,5  | 7,4  | 7,0  | 5,8  | 5,5  | 5,5  | 6,1  | 6,5   |
| Regendagen (dag)                             | 15,2 | 12,9 | 12,6 | 9,2  | 6,8  | 4,5  | 4,9  | 7,1  | 11,0 | 15,1 | 16,0 | 15,0 | 130,3 |
| Relatieve luchtvochtigheid (%)               | 80   | 80   | 80   | 78   | 76   | 72   | 72   | 75   | 77   | 78   | 79   | 79   | 77,2  |
| Bron: World Meteorological Organization NOAA |      |      |      |      |      |      |      |      |      |      |      |      |       |

## Demografische gegevens
Van de bevolking was bij de volkstelling in 2001 68% zwart, 20% Aziatisch, 9% blank en 3% kleurling. De werkloosheid bedroeg 28 procent. 63% van de bevolking spreekt Zoeloe, 30% Engels (vooral Aziaten en blanken), 3,5% Xhosa en 1,5% Afrikaans.

## Toerisme

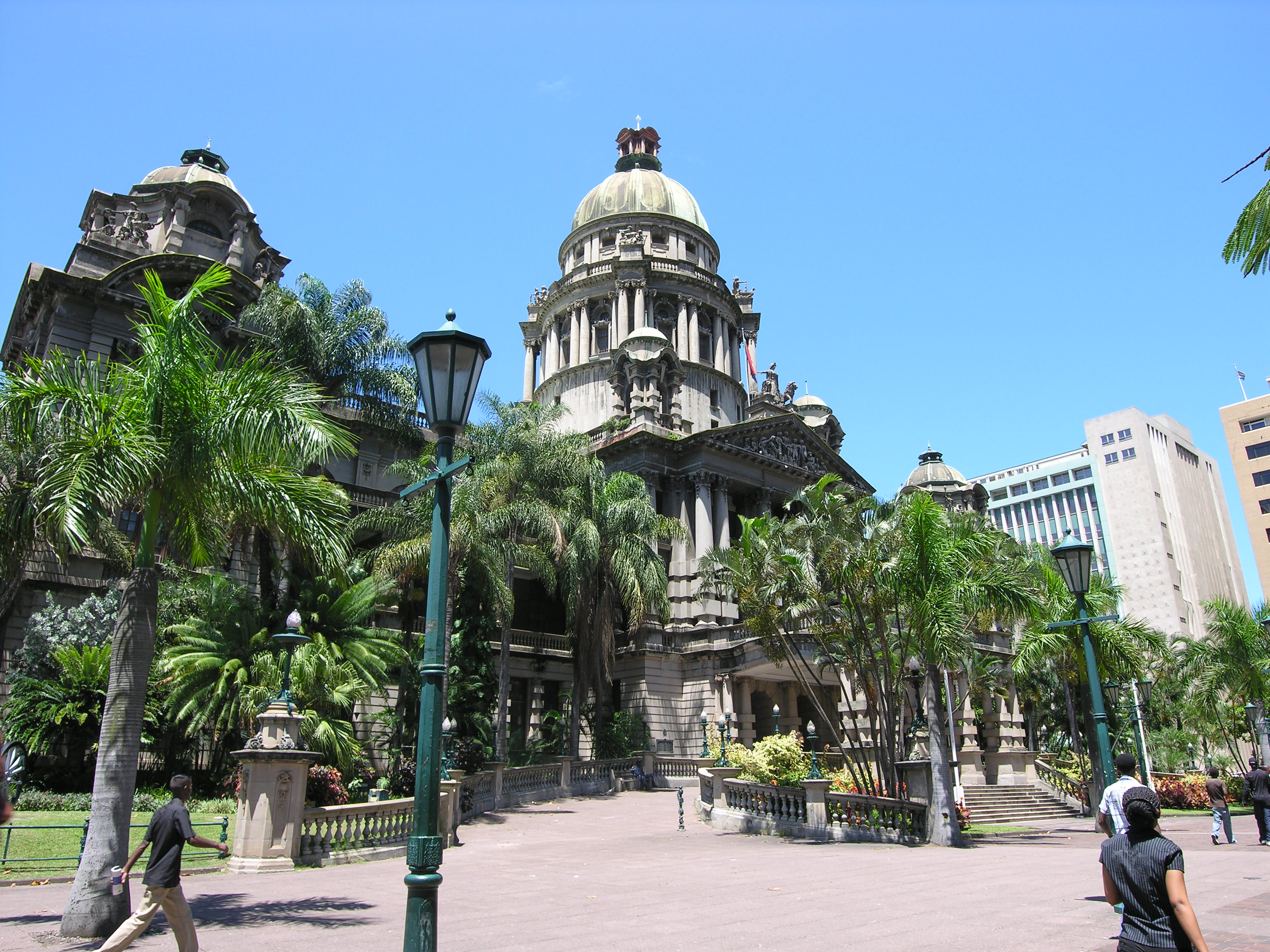
Stadhuis van Durban

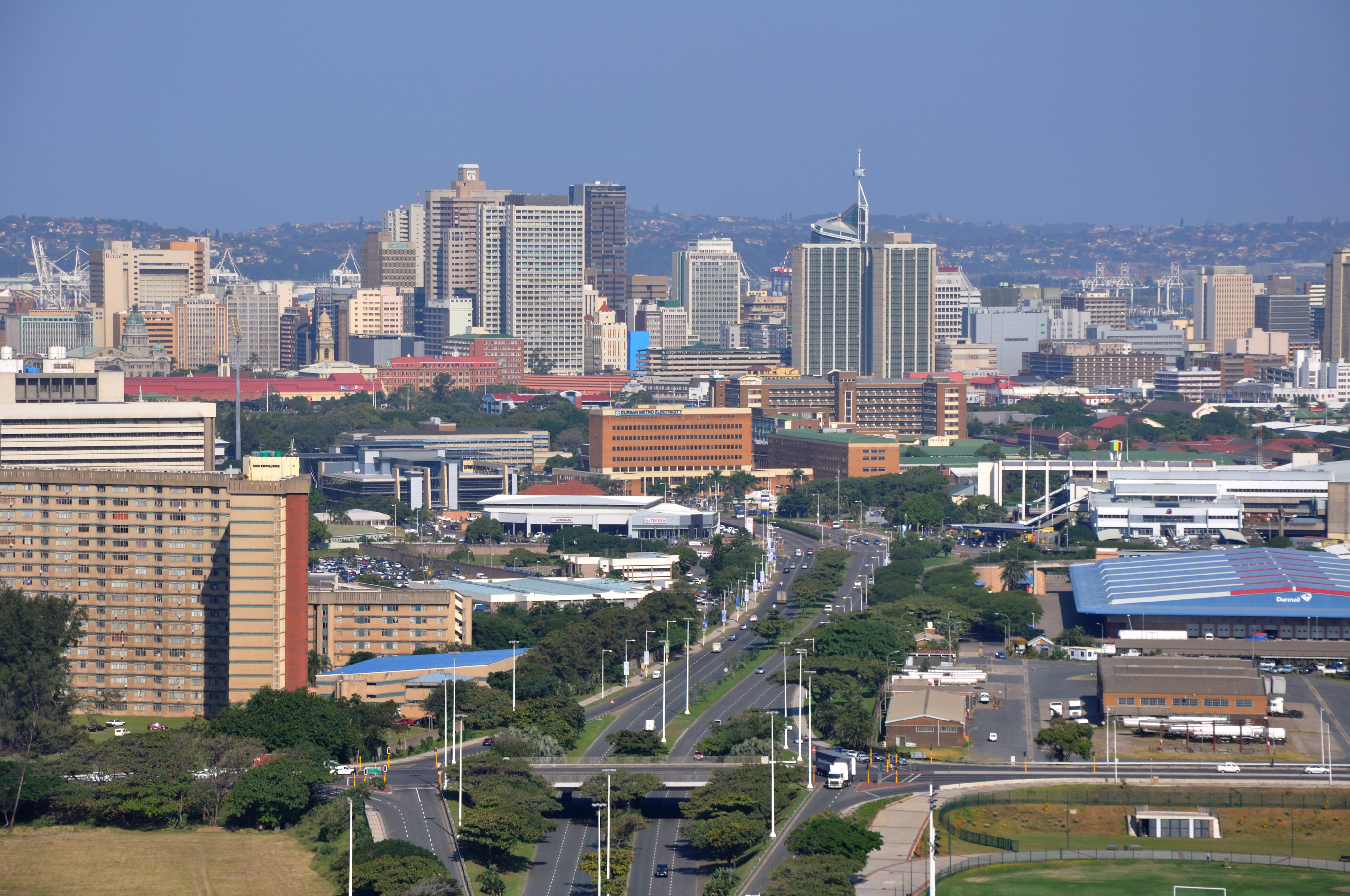
Skyline van Durban

Hoewel de stad gebukt gaat onder hoge criminaliteitscijfers blijft Durban het centrum van de regio en een toeristische trekpleister, vooral tijdens de zomer wanneer de inwoners van Johannesburg naar de uitgestrekte kusten rond Durban trekken.
De belangrijkste bezienswaardigheden van de stad zijn:
- het Waterfront (Golden Mile), wandelen op de dijk vol met hotels, restaurants en pretparken, het aquarium en dolfinarium,
- uShaka Marine World,
- het International Convention Centre. In 2001 was Durban de plaats van de controversiële VN-conferentie tegen racisme en in 2011 van de COP17, de opvolger van de klimaatconferentie van Kyoto.
- Suncoast Casino and Entertainment World, een casinocomplex
- de City Hall (1910) naar het model van die van Belfast. In de City Hall bevindt zich een museum gewijd aan de natuurlijke geschiedenis van Natal (waaronder een compleet skelet van een dodo) en Zoeloeland,
- het Local History Museum, gevestigd in het oude gerechtsgebouw (1866), gewijd aan de geschiedenis van Natal,
- Het Gateway Theatre of Shopping, beweert het grootste winkelcentrum in het Zuidelijke halfrond te zijn,
- de Da Gamaklok, op Victoria Embankment, aangeboden door de Portugese regering in 1877 te herdenking van Vasco da Gama die de stad zijn oorspronkelijke naam (Port Natal) gaf
- Het Moses Mabhida Stadium
- Roma Revolving Restaurant, is - zoals de naam al suggereert - een draaiend, cirkelvormig restaurant dat een panorama van 360 graden biedt over de stad.

Durban is het centrum van de stranden en kustplaatsen langs de Indische Oceaan. Ten noordoosten van de stad leidt de N2 langs de kust naar Umhlanga Rocks en Ballito, twee exclusieve badplaatsen. Verderop de N2 ligt Stanger waar koning Shaka Zoeloe zijn laatste residentie had.
Ten zuiden van Durban leidt de N2 langs de kust van de Indische Oceaan naar de badplaats Amanzimtoti.

## Transport
Luchthavens
King Shaka International Airport is de luchthaven van Durban die gebouwd werd naar aanleiding van het WK in Zuid-Afrika. Tot mei 2010 liep al het luchtverkeer via Durban International Airport.

## Stedenbanden
- Alexandrië (Egypte)
- Bremen (Duitsland)
- Bulawayo (Zimbabwe)
- Chicago (Verenigde Staten)
- Daejeon (Zuid-Korea)
- Guangzhou (China), sinds 2000
- Leeds (Verenigd Koninkrijk)
- Le Port (Réunion, Frankrijk)
- Maputo (Mozambique)
- Nantes (Frankrijk)
- New Orleans (Verenigde Staten)
- Oran (Algerije)
- Rotterdam (Nederland), sinds 1991

## Bekende inwoners van Durban

### Geboren
- Reggie Walker (1889-1951), atleet
- Sid Atkinson (1901-1977), atleet
- Darius Dhlomo (1931-2015), voetballer, bokser, muzikant en gemeenteraadslid
- Anna Karen (1936-2022), Brits actrice
- Bruce Johnstone (1937-2022), autocoureur
- Navanethem Pillay (1941), rechter
- Howard Carpendale (1946), Zuid-Afrikaans-Duits zanger
- Gordon Murray (1946), auto-ontwerper
- Sean Bergin (1948-2012), jazzmuzikant
- Blondie Chaplin (1951), muzikant The Beach Boys
- Naledi Pandor (1953), politica; minister van buitenlandse zaken
- Bruce Grobbelaar (1957), Zimbabwaans voetbaldoelman
- Gordon Igesund (1957), voetballer en voetbalcoach
- Nick Price (1957), Zimbabwaans golfprofessional
- Tim Clark (1975), golfprofessional
- Liezel Huber (1976), tennisspeelster
- Leigh-Ann Naidoo (1976), beachvolleyballer
- Rory Sabbatini (1976), golfprofessional
- Kandyse McClure (1980), Canadees actrice
- Siboniso Gaxa (1984), voetballer
- Mark González (1984), Chileens voetballer
- Senzo Meyiwa (1987-2014), voetbaldoelman
- Alan Hatherly (1996), mountainbiker
- Nana Ntuli (1996), voetballer

### Woonachtig (geweest)
- Ahmed Deedat (1918-2005), islamitisch geleerde
- Mahatma Gandhi (1869-1948), India's beroemde politieke en symbolische figuur die vocht voor India's onafhankelijkheid van Engeland; werkte als advocaat in Durban en verbleef er twintig jaar